# Сабинијан
Сабинијан је био вођа устанка против Гордијана III у Африци. Прогласио се за цара, али га је управник Мауританије поразио 240. године. Затим су га његове присталице предале легитимној власти. 